# سیارک ۱۲۸۳۴
سیارک ۱۲۸۳۴ (به انگلیسی: 12834 Bomben، نامگذاری:1997CB13) دوازده هزار و هشتصد و سی و چهارمین سیارک کشف شده‌است که در ۴ فوریه ۱۹۹۷ کشف شد.
قدر مطلق سیارک برابر ۱۷.۰ است.